# Hexatoma (Eriocera) sumatrensis
Hexatoma (Eriocera) sumatrensis is een tweevleugelige uit de familie steltmuggen (Limoniidae). De soort komt voor in het Oriëntaals gebied.